# HTTPS Everywhere
HTTPS Everywhere era una extensión de navegador gratuita y de código abierto para Mozilla Firefox, Google Chrome y Opera, una colaboración por el proyecto Tor y la Electronic Frontier Foundation. Su propósito era hacer de forma automática que los sitios web utilizasen la conexión HTTPS, más segura, en lugar de HTTP.

## Desarrollo
HTTPS Everywhere fue inspirado por el mayor uso de HTTPS de Google, y está diseñada para hacer HTTPS menos difícil de usar. El código en parte se basa en la implementación de HTTP Strict Transport Security de NoScript, pero HTTPS Everywhere está destinado a ser más simple de usar que NoScript. La EFF ofrece información a los usuarios sobre cómo agregar conjuntos de reglas HTTPS a HTTPS Everywhere, y la información sobre los sitios web que soportan HTTPS.

### Historial de versiones
Una versión beta pública de HTTPS Everywhere fue lanzada en 2010, y la versión 1.0 fue lanzada en 2011. La versión 2.0.1 para Firefox fue lanzada en febrero de 2012, y una versión beta de Google Chrome fue lanzada al mismo tiempo. La versión 3.0 fue lanzada en octubre de 2012. La versión 4.0 fue lanzada en agosto de 2014.

## Observatorio SSL
El Observatorio SSL es una característica de HTTPS Everywhere introducida en la versión 2.0.1, que analiza certificados de clave pública para determinar si las autoridades de certificación han sido comprometidas, y si el usuario es vulnerable a ataques man-in-the-middle. El Comité Asesor de Seguridad y Estabilidad de ICANN (SNCC) señala que el conjunto de datos utilizados por el Observatorio SSL suele tratar a las autoridades intermedias como entidades diferentes, inflando así la cantidad de autoridades de certificación. El SNCC critica Observatorio SSL por potencialmente subestimar en forma significativa la cantidad de certificados de nombre internos, y señala que se utiliza un conjunto de datos a partir de 2010.

## Recepción
Dos estudios han recomendado construir la funcionalidad de HTTPS Everywhere en los navegadores de Android. En 2014, una versión fue lanzada para los teléfonos Android. En 2012, Eric Phetteplace lo describió como «quizás la mejor respuesta al estilo de ataques Firesheep disponibles para cualquier plataforma». En 2011, Vincent Toubiana y Vincent Verdot señalaron algunos inconvenientes del plugin HTTPS Everywhere, incluyendo que algunos servicios todavía solo están disponibles a través de HTTP, que la lista de servicios que soportan HTTPS necesita mantención y que algunos servicios se redirigen a HTTPS a pesar de que no está disponible todavía en HTTPS, no permitiendo que el usuario de la extensión obtenga el servicio.